# Leszek Walankiewicz
Leszek Walankiewicz (ur. 18 sierpnia 1959 w Przemyślu) – polski piłkarz. 

## Kariera
Karierę piłkarską Walankiewicz rozpoczął w klubie Czuwaj Przemyśl. Grał w nim w sezonie 1978/1979. Następnie w 1978 roku został zawodnikiem Hutnika Kraków. W sezonie 1989/1990 awansował z Hutnikiem do ekstraklasy. W sezonie 1995/1996 zajął z Hutnikiem 3. miejsce w lidze, najwyższe w historii klubu. W sezonie 1996/1997 wystąpił z nim w Pucharze UEFA, a następnie spadł z nim do drugiej ligi.
Jeszcze w trakcie sezonu 1996/1997 Walankiewicz odszedł z Hutnika do Cracovii. W 1998 roku spadł z nią z drugiej do trzeciej ligi. W Cracovii grał do końca swojej kariery, czyli do 2000 roku.
Ogółem w polskiej ekstraklasie Walankiewicz rozegrał 206 meczów i strzelił w nich 9 goli.